# موضع کشورها در جنگ ایران و عراق
در طول جنگ ایران و عراق، نزدیک به ۳۰ کشور انواع کمک‌های مالی، نظامی و تجاری را به عراق اعطا کردند. عمده کمک‌ها از سوی این کشورها بود:
| - ایالات متحده آمریکا - اتحاد جماهیر شوروی - عربستان سعودی - اردن - کویت - فرانسه | - سنگاپور - آفریقای جنوبی - یوگسلاوی - برزیل - چین |

همچنین روابط ایران با برخی از کشورهای جهان در دوره جنگ بیشتر بود. فهرست این کشورها در ادامه آمده‌است.
| - اسرائیل - ایالات متحده آمریکا - سوریه - لیبی - کره شمالی |